# 板橋村
板橋村（いたばしむら）は、1889年（明治22年）4月1日から1955年（昭和30年）6月10日まで存在した茨城県筑波郡の村。現在の茨城県つくばみらい市北東部に当たる地域。

## 地理
現在の地名では板橋、伊奈東、高岡、大和田、神生、野堀、南太田、武兵衛新田、重右衛門新田、狸穴に相当する。
- 河川：西谷田川

## 沿革
- 1889年（明治22年）4月1日 - 町村制施行に伴い板橋村、神生村、野堀村、南太田村、勘兵衛新田、武兵衛新田、重右衛門新田、狸穴村、高岡村、大和田村が合併して筑波郡板橋村が成立。
- 1955年（昭和30年）6月10日 - 伊奈村へ編入され消滅。